# Юкчинский диалект корейского языка

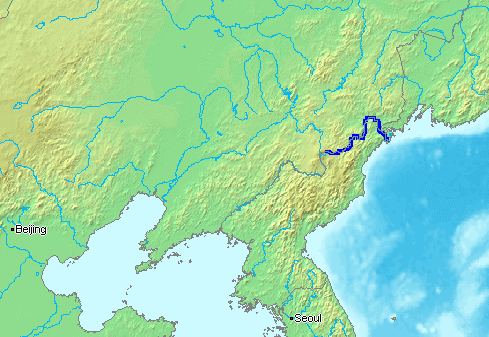
Территория распространения юкчинского диалекта

Шесть крепостей (Юкчжин) на северо-востоке Кореи

Юкчинский диалект (육진 방언) — один из самых своеобразных и архаичных диалектов корейского языка. Сформировался в XV веке на крайнем севере средневекового корейского государства, в пограничной полосе Юкчин на южном берегу реки Туманган (Туманная). Крепости («чин») Чонсон (вместо Нёнбук), Онсон, Кёнвон, Кёнхын, Пурён, Хверён располагались вдоль среднего и нижнего течения реки Туманган (Туманная) на землях, присоединённых к территории средневековой Кореи в 1434 году, во время правления короля Седжона. Юкчин был освоен с целью защиты от нападений с северо-запада кочевников-чжурчжэней. Само строительство продолжалось почти столетие. В это время регион заселяли в основном семьи военных из Пхеньяна, а потому юкчинский диалект имеет центральнокорейскую основу и непохож на окружающий его хамгёнский диалект. Рядом с корейцами здесь селились и чжурчжэни.
В отличие от хамгёнского диалекта, юкчинский крайне архаичен. К архаизмам относятся такие черты как использование только старого именительного падежа на 이 и вместо современного 가 га. Равновесное произношение дифтонгов также является одной из особенностью юкчинского диалекта — правда, здесь он уже не единственный в своём роде. До 1895 года этот диалект был практически единственным диалектом корейских переселенцев в России. После этой даты в России появились носители мёнчон-кильчжинского
говора хамгёнского диалекта, в результате чего во многих поселениях начался процесс их смешения с параллельно растущим влиянием русского языка.

## Особенности
- произношение средне-корейского syV как [sh][4].
- сохранение средне-корейского t(h)i, t(h)y
- сохранение средне-корейского n перед i, y, в том числе сино-корейский начальный l à n.